# Гинтер Грас
Гинтер Вилхелм Грас (Гдањск, Пољска, 16. октобар 1927 – 13. април 2015) био је немачки књижевник. Добитник је Нобелове награде за књижевност 1999. године. Његово најпознатије дело, Лимени добош, припада жанру магичног реализма. Његова дела често имају снажну социјалистички оријентисану политичку димензију. Грас је био велики присталица Социјалдемократске партије Немачке. Кад је 2006. године, после деценија прикривања истине, признао да је као младић последњих неколико месеци Другог светског рата био у елитним нацистичким СС јединицама, било је предлога да му се Нобелова награда одузме, што није могуће.

## Биографија
Гинтер Грас је рођен у Данцигу (данашњи Гдањск у Пољској) 16. октобра 1927. године, у породици Вилија Граса, немачког протестанта и Хелене Кноф Грас, католикиње кашупског порекла. Грас је васпитаван у духу католицизма. Његови родитељи су у тадашњој градској општини Лангфур поседовали пиљарницу и стан. Имао је сестру која је рођена 1930. године.
Грас је у родном граду завршио основну школу и гимназију. Волонтирао је у подморничкој служби како би „изашао из скучености коју је као младић осећао у родитељском дому“. Године 1942. приступио је Рајсарбајтдинсту, а новембра 1944. Вафен СС-у. Грас се борио у 10. СС тенковској дивизији Фрундсберг од фебруара 1945. до 20. априла 1945. године када је рањен и пребачен у амерички логор за ратне заробљенике.
Од 1946. до 1947. године радио је у руднику и учио каменорезачки занат. Неколико година је студирао скулптуру и графику, прво на Диселдорфској уметничкој академији, а затим на Берлинском факултету уметности. Поред тога бавио се писањем и често је путовао. Оженио се 1954. године и од 1960. живео у Берлину. Развео се 1978. и поново се оженио наредне године. Од 1983. до 1986. био је на челу Берлинске академије уметности.

## Стваралаштво
Гинтер Грас је широј читалачкој публици познат као аутор романа Лимени добош (Die Blechtrommel), објављеног 1959. године (по књизи је снимљен филм 1979). Затим су уследила дела Мачка и миш (Katz und Maus, 1961), па Псеће године (Hundejahre, 1963), која заједно са Лименим добошем чине „Данциг трилогију“. Заједничка нит која их повезује тиче се успона нацизма и ратног искуства у јединственој културној средини Данцига и ушћа Висле. Роман Псеће године, који многи сматрају наставком Лименог добоша, описује просторно измешане етницитете и сложену историјску позадину.
Грас је добио мноштво међународних награда, а 1999. године примио је највише књижевно признање: Нобелову награду за књижевност. Његова књижевност се обично сврстава у уметнички покрет Vergangenheitsbewältigung, што грубо преведено значи „споразумевање са прошлошћу“.
Грас се 2002. године вратио у сам врх светске књижевности књигом Ходом рака (Im Krebsgang). Ова новела, чији се главни ликови прво појављују у Мачки и мишу, сматра се Грасовим најуспешнијим делом.
Године 2006. објавио је аутобиографију под насловом Љуштећи лук (Beim Häuten der Zwiebel).

## Најважнија дела
- Die Vorzüge der Windhühner (1956)
- Die bösen Köche. Ein Drama (1956)
- Поплава (Hochwasser. Ein Stück in zwei Akten 1957)
- Ујак (Onkel, Onkel. Ein Spiel in vier Akten, 1958)
- Данциг трилогија (Danziger Trilogie)
  - Лимени добош (Die Blechtrommel, 1959)
  - Мачка и миш (Katz und Maus, 1961)
  - Псеће године (Hundejahre, 1963)
- Gleisdreieck (1960)
- Die Plebejer proben den Aufstand (1966)
- Ausgefragt (1967)
- Über das Selbstverständliche. Reden - Aufsätze - Offene Briefe - Kommentare (1968)
- Локална анестезија (Örtlich betäubt, 1969)
- Дневник једног пужа (Aus dem Tagebuch einer Schnecke, 1972)
- Der Bürger und seine Stimme. Reden Aufsätze Kommentare (1974)
- Denkzettel. Politische Reden und Aufsätze 1965-1976 (1978)
- Лумбур (Der Butt, 1979)
- Састанак у Телгтеу (Das Treffen in Telgte, 1979)
- Плодови маште и размишљања или Немци изумиру (Kopfgeburten oder Die Deutschen sterben aus, 1980)
- Widerstand lernen. Politische Gegenreden 1980–1983 (political speeches, 1984)
- Штакорица (Die Rättin, 1986)
- Покажи свој језик (Zunge zeigen. Ein Tagebuch in Zeichnungen, 1988)
- Злогуке жабе (Unkenrufe, 1992)
- Широко поље (Ein weites Feld, 1995)
- Мој век (Mein Jahrhundert, 1999)
- Ходом рака (Im Krebsgang, 2002)
- Последњи плес (Letzte Tänze, 2003)
- Љуштећи лук (Beim Häuten der Zwiebel, 2006)
- Dummer August (2007)
- Кутија (Die Box, 2008)